# Kändis

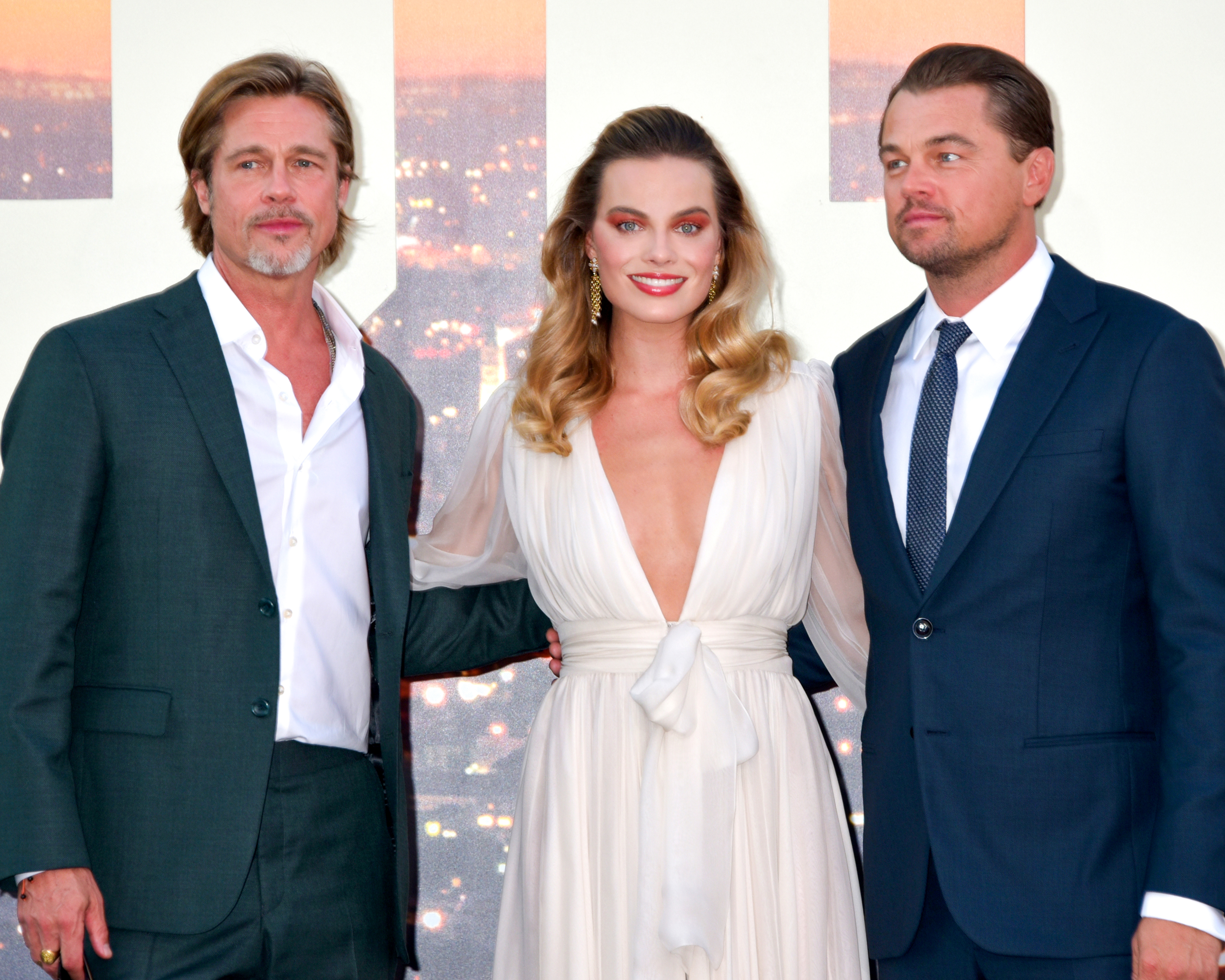
Brad Pitt, Margot Robbie, och Leonardo DiCaprio år 2019.

Kändis är en person som är välkänd särskilt om artist, men ofta även om annan person som ofta syns i samhället. Kändisskap betecknar stor berömdhet och ryktbarhet hos en individ eller ting. En antonym är infami.

## Allmänt – historia
Ett äldre begrepp med liknande innebörd är "celebritet" (av franska célèbre, berömd, upphöjd), som i första hand använts med en mer positiv och formell klang än kändis. Olika samhällen och tider har olika ideal, varför grunderna för berömmelsen varierar. 
Det är framför allt massmedia som gör personer till kändisar. Några branscher med många kändisar är politik, underhållning, kultur, massmedia och idrott. Kändisar kan ofta fungera som idoler för andra personer, men det är inget nödvändigt kännetecken för att någon skall kallas kändis. Ordet används numera även i norskan.

### Ordet
Det svenska ordet "kändis" föddes i ett TV-program med de så kallade "Skäggen" i november 1963. Vem av skäggen som först sa det är osäkert, men i en krönika av Kid Severin i Expressen 1967 förklarade Åke Söderqvist att det förmodligen var Yngve Gamlin.

## Lokala kändisar, nationella kändisar, världskändisar
En person kan vara välkänd av alla i ett visst ort, men i stort sett okänd utanför orten. Denne kan då betraktas som en lokal kändis.
Andra personer är nationella kändisar eller mer vanligt kallat rikskändisar. De kan till exempel ha en framgångsrik karriär inom kultur eller idrott inom det egna landet, men deras rykte når inte ut utanför landets gränser.
Personer som är kända i hela eller stora delar av världen kan kallas världskändisar.

## B-kändis och C-kändis
B-kändis är ett pejorativt uttryck som används för att beskriva kändisar som gör allt för att hålla sig kvar i rampljuset. Några exempel på detta är dokusåpadeltagare, som Linda Thelenius, Jan O. Jansson, Meral Tasbas eller Robinson-Robban.
Det finns dock vissa som vill placera dessa som C-kändisar, och ser ofta B-kändisar som någon som faktiskt blivit känd genom en prestation som skådespel, musik eller liknande, men helt enkelt inte rör sig i de stora kretsarna eller når de riktiga höjderna. Dessa är ofta TV-filmskådespelare, B-actionstjärnor, porrskådisar och lokalkändisar.
B-kändisar i den formen skiljer sig från C-kändisar då de inte är desperata efter uppmärksamhet och gör vansinniga saker bara för att fortsätta vara kända utan arbetar hårt för att slå igenom stort genom någon form av artisteri.